# واين ماثيو
واين ماثيو (بالإنجليزية: Wayne Matthew)‏ هو سياسي أسترالي، ولد في 14 يناير 1958 في أستراليا. حزبياً، نشط في حزب أستراليا الليبرالي (فرع جنوب أستراليا) ‏.

## مناصب
- انتخب Justice of the Peace for South Australia ‏ (26 سبتمبر 2013 – 25 سبتمبر 2023).
- انتخب Minister for Minerals and Energy ‏ ( – 5 مارس 2002).
- انتخب Minister for Emergency Services ‏ (14 ديسمبر 1993 – 12 ديسمبر 1996).
- انتخب Minister for Correctional Services ‏ (14 ديسمبر 1993 – 12 ديسمبر 1996).
- انتخب Minister for Year 2000 Compliance ‏ (8 أكتوبر 1998 – ).
- في 2002 South Australian state election [الإنجليزية]‏، انتخب عضو مجلس النواب جنوب أستراليا من الجمعية عن دائرة Electoral district of Bright [الإنجليزية]‏ وقد انضم خلال فترته النيابية ‏ (25 نوفمبر 1989 – 17 مارس 2006) للكتلة البرلمانية حزب أستراليا الليبرالي (فرع جنوب أستراليا) [الإنجليزية]‏.